# Грб Моравске
Грб Моравске чини овенчани сребрно (Argent) црвени (Gules) нарогушени орао (Eagle) који гледа налево, тј. хералдичко десно (Dexter), на плавом (Azure) штиту, златно наоружан. Овакав грб Моравске постепено се јавио током 13. века. Фридрих III је 1462. године у знак захвалности за помоћ у гушењу обуне сребрну боју (Argent) замењенио златном (Or), чиме је повисио ранг Моравске. Ова промена међутим, никада није доследно спроведена, па су разни органи користили различите верзије, да би се тек распадом Аутроугарске коначно опет прешло на првобитну црвено-белу(сребрну) комбинацију, што је и озакоњено 1920. године.

## Погледај
- Моравска
- Грб Чешке Републике
- Чешка Република